# Església 2011
Església 2011 és un memoràndum promulgat per professors de teologia catòlica, sobretot d'Alemanya, Suïssa i Àustria. El memoràndum, porta el títol en Alemany de Kirche 2011: Ein Aufbruch notwendiger, es va iniciar a Alemanya el gener de 2011. El memoràndum és una demanda generalitzada de reforma de l'Església Catòlica Romana en resposta a l'escàndol d'abusos sexuals entre els sacerdots alemanys.
El memoràndum de demanda:
1. Estructures de participació: una major participació dels fidels i les persones en general a l'Església catòlica, en particular mitjançant l'elecció de bisbes i sacerdots de forma democràtica;
2. La comunitat parroquial: més ajuda per a les comunitats catòliques, amb un repartiment més explícit de les responsabilitats. S'han de permetre els matrimonis de sacerdots i l'ordenació de dones;
3. Cultura jurídica: l'Església Catòlica ha d'iniciar una jurisdicció de l'Església;
4. Llibertat de consciència: el respecte a la Consciència individual, sobretot per a les persones divorciades, que volen tornar a casar-se, i per unions civils homosexuals;
5. Reconciliació: major reconciliació de l'Església a la seva pròpia història, i
6. Culte: la reforma de la litúrgia catòlica (amb major influència moderna, i una major influència de la vida cultural dels països).

Al febrer de 2011, més de 300 professors catòlics, teòlegs i altres especialistes en ciències religioses de tot el món havien signat el memoràndum.

## Llista de signants
Un total de 311 persones han signat el Memoràndum:
Signants de parla Alemanya:
1. Michael Albus
2. Franz Annen
3. Arno Anzenbacher
4. Edmund Arens
5. Antonio Autiero
6. Karl Baier
7. Franz-Josef Bäumer
8. Georg Baudler
9. Urs Baumann
10. Isidor Baumgartner
11. Ulrike Bechmann
12. Manfred Belok
13. Andreas Benk
14. Johannes Beutler
15. Klaus Bieberstein
16. Sabine Bieberstein
17. Albert Biesinger
18. Franz Xaver Bischof
19. Martina Blasberg-Kuhnke
20. Thomas Böhm
21. Michael Böhnke
22. Christoph Böttigheimer
23. Karl Bopp
24. Karl-Heinz Braun
25. Thomas Bremer
26. Johannes Brosseder
27. Ingo Broer
28. Anton A. Bucher
29. Giancarlo Collet
30. Gerhard Dautzenberg
31. Sabine Demel
32. Detlev Dormeyer
33. Gerhard Droesser
34. Margit Eckholt
35. Peter Eicher
36. Volker Eid
37. Bernhard Emunds
38. Rudolf Englert
39. Stephan Ernst
40. Wolfgang G. Esser
41. Reinhold Esterbauer
42. Heinz-Josef Fabry
43. Ernst Feil
44. Reinhard Feiter
45. Michael Felder
46. Rupert Feneberg
47. Hubert Frankemölle
48. Albert Franz
49. Christian Frevel
50. Edward Fröhling
51. Ottmar Fuchs
52. Alfons Fürst
53. Ingeborg Gabriel
54. Karl Gabriel
55. Erich Garhammer
56. Albert Gasser
57. Martin Gertler
58. Reinhard Göllner
59. Heinz-Jürgen Görtz
60. Stephan Goertz
61. Norbert Greinacher
62. Franz Gruber
63. Bernhard Grümme
64. Wilhelm Guggenberger
65. Gerd Häfner
66. Hille Haker
67. Hubertus Halbfas
68. Hans Halter
69. Richard Hartmann
70. Linus Hauser
71. Christoph Heil
72. Marianne Heimbach-Steins
73. Theresia Heimerl
74. Hanspeter Heinz
75. Ulrich Hemel
76. Friedhelm Hengsbach
77. Bernd Jochen Hilberath
78. Georg Hilger
79. Konrad Hilpert
80. Hans Gerald Hödl
81. Rudolf Höfer
82. Hans-Joachim Höhn
83. Johannes Hoffmann
84. Paul Hoffmann
85. Adrian Holderegger
86. Andreas Holzem
87. Reinhard Hübner
88. Peter Hünermann
89. Hubert Irsigler
90. Martin Jäggle
91. Bernhard Jendorff
92. Hans Jorissen
93. Christina Kalloch
94. Rainer Kampling
95. Leo Karrer
96. Othmar Keel
97. Walter Kern
98. Hans Kessler
99. Klaus Kienzler
100. Klaus Kießling
101. Walter Kirchschläger
102. Stephanie B. Klein
103. Stefan Knobloch
104. Joachim Köhler
105. Judith Könemann
106. Helga Kohler-Spiegel
107. Anton Kolb
108. Roland Kollmann
109. Wilhelm Korff
110. Elmar Kos
111. Georg Kraus
112. Gerhard Kruip
113. Max Küchler
114. Joachim Kügler
115. Roman Kühschelm
116. Hans Küng
117. Karl-Christoph Kuhn
118. Ulrich Kuhnke
119. Lothar Kuld
120. Karl-Josef Kuschel
121. Raimund Lachner
122. Karl Heinz Ladenhauf
123. Anton Landersdorfer
124. Bernhard Lang
125. Georg Langenhorst
126. Wolfgang Langer
127. Rudolf Langthaler
128. Gerhard Larcher
129. Karl Josef Lesch
130. Ernst Leuninger
131. Maximilian Liebmann
132. Winfried Löffler
133. Adrian Loretan
134. Klaus Lüdicke
135. Heiner Ludwig
136. Hubertus Lutterbach
137. Joachim Maier
138. Johannes Meier
139. Hans Mendl
140. Friedhelm Mennekes
141. Karl-Wilhelm Merks
142. Norbert Mette
143. Guido Meyer
144. Andreas Michel
145. Anja Middelbeck-Varwick
146. Dietmar Mieth
147. Heinrich Missalla
148. Matthias Möhring-Hesse
149. Hilary Mooney
150. Klaus Müller
151. Ilse Müllner
152. Doris Nauer
153. Peter Neuner
154. Monika Nickel
155. Heribert Niederschlag
156. Christoph Niemand
157. Franz-Josef Nocke
158. Andreas Odenthal
159. Karl-Heinz Ohlig
160. Hans-Ludwig Ollig
161. Wolfgang Palaver
162. Silvia Pellegrini
163. Sabine Pemsel-Maier
164. Otto Hermann Pesch
165. Johann Pock
166. Uta Poplutz
167. Burkard Porzelt
168. Thomas Pröpper
169. Gunter Prüller-Jagenteufel
170. Walter Raberger
171. Michael Raske
172. Johann Reikerstorfer
173. Elisabeth Reil
174. Helmut Renöckl
175. Eleonore Reuter
176. Klemens Richter
177. Bert Roebben
178. Eberhard Rolinck
179. Hans Rotter
180. Karlheinz Ruhstorfer
181. Gerhard A. Rummel
182. Ralph Sauer
183. Sabine Schäper
184. Mirjam Schambeck
185. Matthias Scharer
186. Monika Scheidler
187. Hans Schelkshorn
188. Karl Schlemmer
189. Udo Schmälzle
190. Bruno Schmid
191. Heinrich Schmidinger
192. Thomas M. Schmidt
193. Joachim Schmiedl
194. Eberhard Schockenhoff
195. Norbert Scholl
196. Michael Schramm
197. Stefan Schreiber
198. Thomas Schreijäck
199. Thomas Schüller
200. Helen Schüngel-Straumann
201. Ehrenfried Schulz
202. Hans Reinhard Seeliger
203. Josef Senft
204. Roman Siebenrock
205. Hermann Pius Siller
206. Werner Simon
207. Egon Spiegel
208. Hermann Steinkamp
209. Georg Steins
210. Hermann Stenger
211. Hermann-Josef Stipp
212. Klaus von Stosch
213. Magnus Striet
214. Angelika Strotmann
215. Joachim Theis
216. Michael Theobald
217. Franz Trautmann
218. Maria Trautmann
219. Wolfgang Treitler
220. Bernd Trocholepczy
221. Peter Trummer
222. Hermann-Josef Venetz
223. Markus Vogt
224. Marie-Theres Wacker
225. Heribert Wahl
226. Peter Walter
227. Franz Weber
228. Wolfgang Weirer
229. Saskia Wendel
230. Knut Wenzel
231. Ludwig Wenzler
232. Jürgen Werbick
233. Christian Wessely
234. Dietrich Wiederkehr
235. Annette Wilke
236. Ulrich Willers
237. Werner Wolbert
238. Martha Zechmeister
239. Hans-Georg Ziebertz
240. Reinhold Zwick

Signants "Internacionals":
1. Xavier Alegre
2. Joseba Arregi Olaizola
3. Jesús Asurmendi
4. Lourdes Barrenetxea Urkia
5. Gregory Baum
6. José Manuel Bernal Cantos
7. José Bernardi
8. Ignace Berten
9. Montserrat Biosca Duch
10. Alberto Bondolfi
11. Eberhard Bons
12. Agnes Brazal
13. José María Castillo Sánchez
14. José Centeno
15. Aldir Crocoli
16. Ton Danenberg
17. Juan Antonio Estrada
18. Marcio Fabri
19. Rufo Fernández Pérez
20. Dolores Figueras Fondevila
21. Bejamín Forcano Cebollada
22. Judette Gallares
23. Máximo García Ruiz
24. Marcelo Juan González
25. Jan Jans
26. Werner G. Jeanrond
27. Miro Jelecevic
28. Elisa Jiménez Xifre
29. Janez Juhant
30. Walter Lesch
31. Julio Lois Fernández
32. Aloysius Lopez Cartagenas
33. Gerar Mannion
34. Ivo Markovic
35. Juan Masía Clavel
36. José Mario Méndez Méndez
37. Anthony T. Padovano
38. José Antonio Pagola Elorza
39. Luis Augusto Panchi
40. Federico Pastor Ramos
41. Jesús Peláez del Rosal
42. Richard Penaskovic
43. Margarita Pintos de Cea-Naharro
44. Félix Placer Ugarte
45. John Mansford Prior
46. Julio Puente López
47. Mertxe Renovales
48. Susan Roll
49. Giuseppe Ruggieri
50. José Sánchez
51. Santiago Sánchez Torrado
52. Joseph Selling
53. Thomas Shannon
54. Jon Sobrino
55. Jacqui Stewart
56. Silvana Suaiden
57. Luíz Carlos Susin
58. Paulo Suess
59. Juan José Tamayo Acosta
60. Marie-Jo Thiel
61. Christoph Theobald
62. Luiza Etsuko Tomita
63. Andrés Torres Queiruga
64. Caroline Vander Stichele
65. Rufino Velasco Martínez
66. Marciano Vidal Garciá
67. Evaristo Villar Villar
68. Javier Vitoria
69. Lode Lucas Wostyn
70. Juan Yzuel
71. Marta Zubía Guinea